# فانیانو آلتو
فانیانو آلتو (به ایتالیایی: Fagnano Alto) یک کومونه در ایتالیا است که در استان لاکویلا واقع شده‌است.

## خصوصیات
فانیانو آلتو ۲۴٫۴۵ کیلومترمربع مساحت و ۴۴۱ نفر جمعیت دارد و ۶۶۵ متر بالاتر از سطح دریا واقع شده‌است.

## خواهرخوانده
شهرهای والمونتونه و مونترچی خواهرخوانده‌های فانیانو آلتو هستند.